# هاري نون
هاري نون (بالإنجليزية: Harry Noon)‏ هو مدرب كرة قدم ولاعب كرة قدم بريطاني في مركزي الدفاع، ولد في 6 أكتوبر 1937 في سوتون إن أشفيلد في المملكة المتحدة، وتوفي في 2 سبتمبر 1996 في سيدني في أستراليا. لعب مع برادفورد سيتي ونوتس كاونتي.